# توم سينتفيت
توم سينتفيت (29 مارس 1973 بمول، بلجيكا في بلجيكا - ) هو مدرب كرة قدم ولاعب كرة قدم بلجيكي في مركز الوسط. لعب مع آود هيفرلي لوفين وفيربرويديرينغ غيل ونادي فيسترلو وK.F.C. Lommel S.K. ‏ وTvøroyrar Bóltfelag ‏.

## روابط خارجية
- توم سينتفيت على موقع قاعدة بيانات كرة القدم.إي يو (الإنجليزية)
- توم سينتفيت على موقع عالم كرة القدم.نت (الإنجليزية)